# Acid gama-aminobutiric
GABA, sau acidul gamma-aminobutiric, este considerat a fi unul dintre cei mai importanți mediatori inhibitori centrali. Cele mai mari concentrații de GABA au fost găsite în globus pallidus, hipotalamus, substanța neagră, nucleii cerebeloși, substanța cenușie periapeductală, nucleul caudat, talamusul medial. 

## Sinteza
Acidul gamma-aminobutiric este un produs de decarboxilare a acidului glutamic, strâns legat de metabolismul oxidativ al hidrocarbonaților la nivelul sistemului nervos central. Sinteza este asigurată de către enzima glutamat decarboxilaza. 
GABA nu poate traversa bariera hematoencefalică (în afara anumitor zone ale creierului, unde această barieră nu este efectivă, precum nucleul periventricular), aceasta fiind sintetizată in vivo. 

## Inactivarea
Inactivarea are loc prin trans-aminare, sub acțiunea GABA-transaminazei (GABA T). Semialdehida succinică rezultată este convertită printr-o oxidare ulterioară la acid succinic, intrând în ciclul Krebs. Există numeroase căi alternative de degradare. Unii cataboliți ai GAMA (gamma-buterobetaina, acidul gamma-guanidinbutiric, homocarnozina, acetilcarnitina, carnitina, etc) candidează chiar pentru situația de mediatori chimici centrali. 

## Acțiune

### Neurotransmițător
GABA este considerat a determina efecte inhibitoare la nivelul scoarței, al nucleilor amigdalian și caudat. Eliberat de axonii celulelor Purkinje, ar determina inhibiția neuronilor din nucleul Deiters. Acționează la nivelul membranei postsinaptice, determinând hiperpolarizarea și potențiale inhibitoare prin creșterea conductanței pentru Cl-. 
De asemenea participă în mecanismele inhibitoare medulare.

### Dezvoltarea Creierului
În ultimele două decenii, teoria acțiunii excitatoare a GABA în faza timpurie de dezvoltare a fost de necontestat, fiind bazată pe experimente in vitro, pe felii de creier. Observațiile principale au fost că în Hipocampul și Neocortexul din creierul mamiferelor, în primul rând GABA are efecte excitatorii, și de fapt este neurotransmițătorul excitator cel mai important în multe regiuni ale creierului, înainte de dezvoltare maturare a glutamatului ergic din sinapse. 

Cu toate acestea, această teorie a fost disputată din cauza că resultate aratate sunt bazate pe feliile de creier ale șoarecilor imaturi incubați în fluid artificial cerebrospinal (ACSF) (modificat într-un fel în care să țină seama de compoziția normală a milieului neural în sugari prin adăugarea unui substrat de energie  alternativă glucozei, acid beta-Hidroxibutiric).

### Dincolo de sistemul nervos

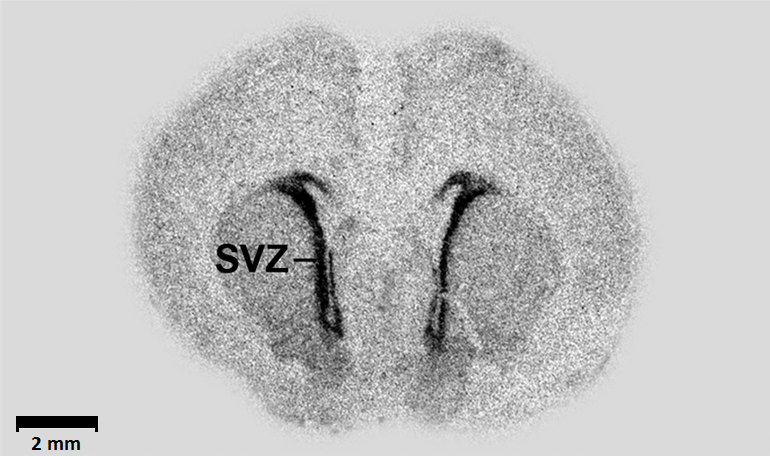
GABA-producând enzime GAD67 în felii din creier la prima zi postnatală, care este expresie înaltă în zona subventriculară (zsv). De la Popp et al., 2009.

Mecanismele GABAergic au fost demonstrate în diferite țesuturi periferice și organe inclusiv, dar nu restrictiv la intestine, stomac, pancreas, trompele uterine, uter, ovar, testicule, rinichi, vezică urinară, plămâni, și ficat.
În 2007, a fost descris un sistem excitator GABAergic în calea respiratorie a epiteliului. Sistemul activează în urma expunerii la alergeni și pooate participa în mecanismele de astmă.
Sisteme GABAergic au mai fost găsite în testicule  și în cristalinul retinei oculare.

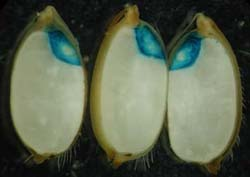
Embrion de orez ce arată expresie de acid gamma-aminobutiric

Acidul gamma-aminobutiric mai există rar în germeni ale semințelor unor plante, verdețuri și fructe. Unele studii au constatat că embrionul de orez este bogat în GABA care poate suprima creșterea tensiunii arteriale, spre deoasebire de GABA care se găsește în soia, grâu, roșii și bloabe de fasole, care nu o poate suprima. În afară de efectului din GABA, embrionul de orez este bogat în alte substanțe rezultate din activitatea fiziologică a embrionului de orez. Din acest motiv, GABA extras din embrioni de orez devine sigur pentru materie primă de medicamente și alimente funcționale.

## Farmacologie
Medicamentele care se comportă precum agoniști ai receptorilor GABA au în general efecte relaxante, anti-anxietate și anti-convulsive. Unele medicamente pot însă provoca amnezii. 
Acidul gamma-aminobutiric de asemenea este utilizat, datorită proprietăților sale inhibitorii, în anumite tratamente ale epilepsiei. Pentru aceasta sunt folosite anumite medicamente care inhibă acțiunea GABA T (acidul valproic).